# Wat Si Saket

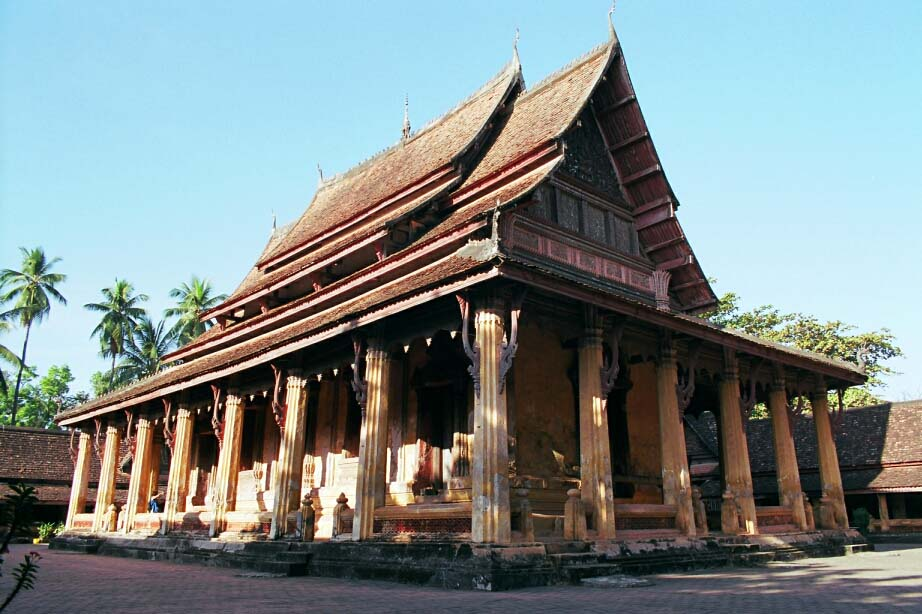
Wat Si Saket

De Wat Si Saket is een tempel (wat) in Vientiane, Laos. Het ligt tegenover het presidentieel paleis op de kruising van Thanon Lan Xang met Thanon Sai Setthathirat. Het werd in 1818 gebouwd en is de oudste tempel in Vientiane die nog steeds geheel intact is.

## Geschiedenis
De Wat Si Saket werd in 1818 gebouwd door Koning Anouvong (Chao Anou) van het koninkrijk Vientiane. Het feit dat deze tempel is gebouwd in de Bangkok stijl is waarschijnlijk de reden dat deze tempel als enige gespaard is door de Siamezen toen zij in 1828 Vientiane vernietigden.  Alle andere tempels zijn ofwel gebouwd na deze tempel, of moesten hersteld worden na de vernietiging.  De tempel is in 1913 door de Fransen gerestaureerd.

## Beschrijving

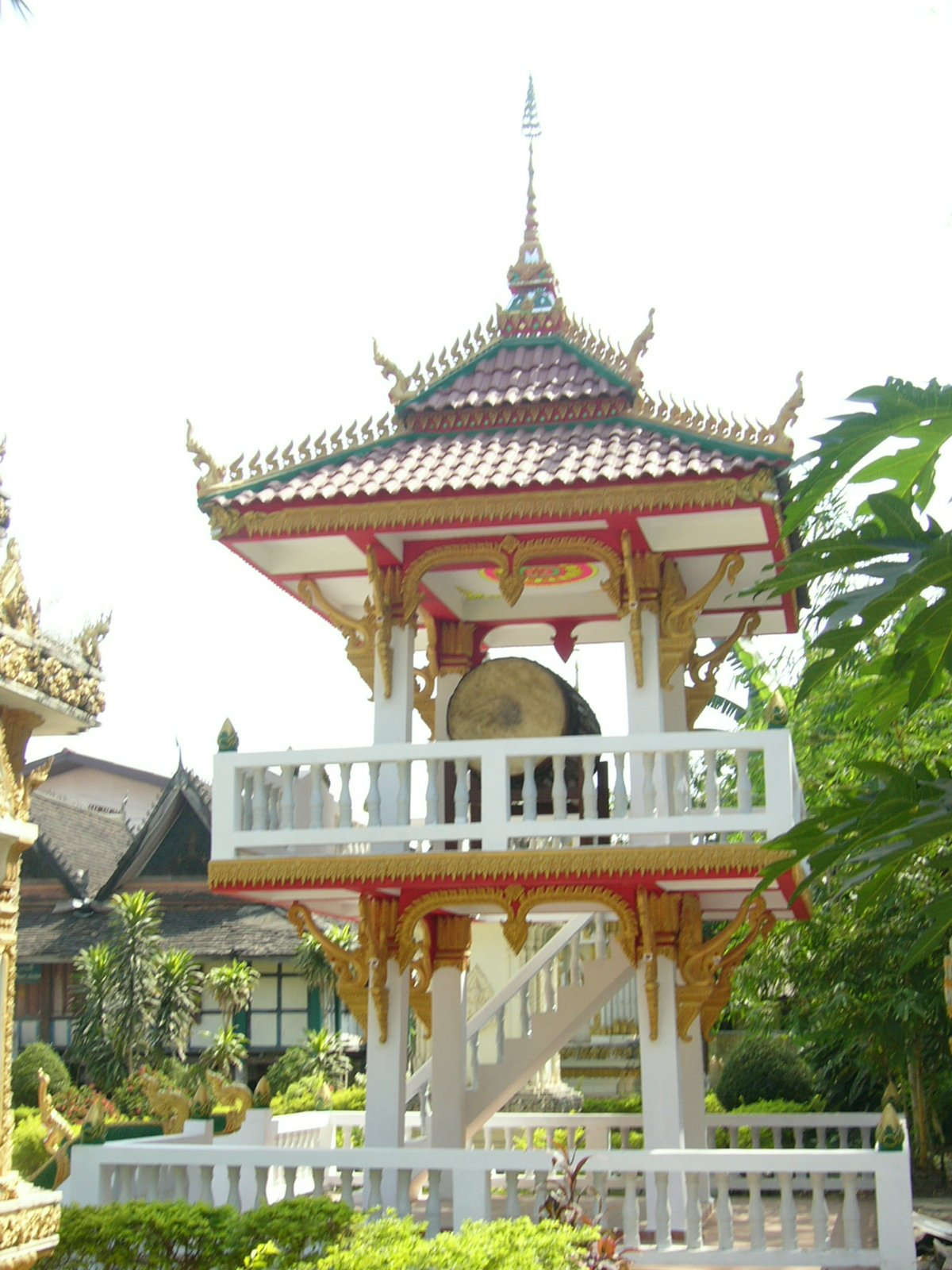
Een torentje

De Wat Si Saket bevat in totaal ongeveer 6840 Boeddha-beelden. De binnenmuren van het klooster bevatten meer dan 2000 kleine nissen met zilveren en keramische Boeddhabeelden. Ook zijn er meer dan 300 staande en zittende beelden van Boeddha in hout, steen, zilver en brons, de meeste in 16e- tot 19e-eeuwse Vientiane-stijl. Er zijn ook een paar oudere beelden in 14e- en 15e-eeuwse Luang Prabang stijl. Aan de westkant van het klooster is een stapel van vernietigde en halfomgesmolten Boeddhabeelden, daterend van de Siameze inval in 1828.

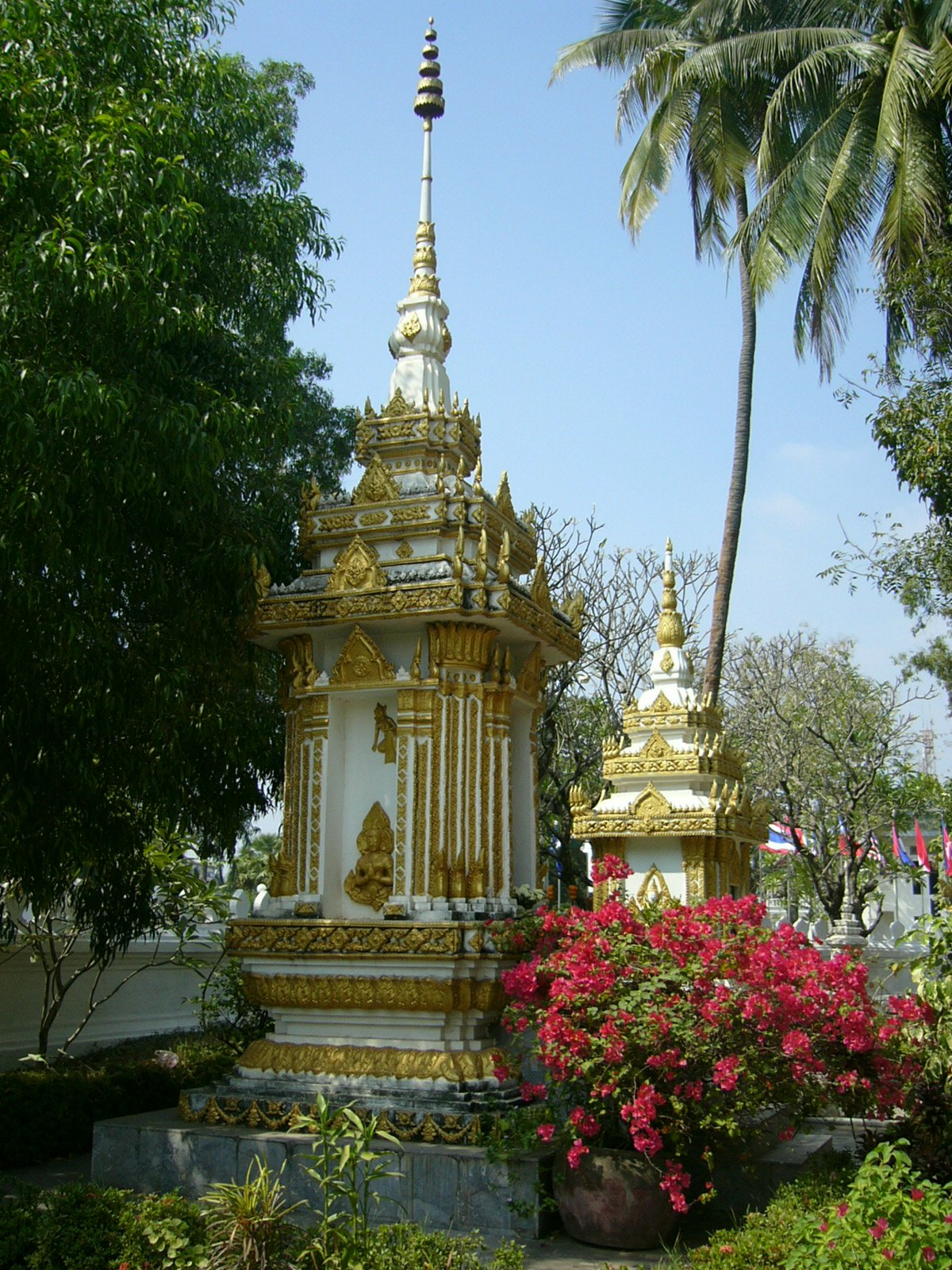
Urnentorentjes in Wat Si Saket

De eigenlijke tempel wordt omringd door een terras met kolommen en een vijfdelig dak in Bangkokstijl. De binnenmuren bevatten net als die van het klooster nissen met Boeddha beelden. En ook muurschilderingen die het leven van Boeddha voorstellen. De bloemmotieven op het plafond zijn geïnspireerd door de tempels van Ayutthaya die op hun beurt door het paleis van Versailles geïnspireerd zijn. Er wordt gezegd dat de staande Boeddha links op het altaar gevormd is naar koning Anouvong. De houten kandelaar bij het altaar is uit 1819.
Op het terrein is ook nog een bibliotheek (Haw tai) met een dak in Birmese stijl. Alle boeken zijn echter gestolen door de Siamezen en naar Bangkok gebracht.